# Fernando Briones Fernández-Pola
Fernando Briones Fernández-Pola (Madrid, 29 de setembre de 1943) és un físic espanyol, acadèmic de la Reial Acadèmia de Ciències Exactes, Físiques i Naturals

## Biografia
El 1972 es va doctorar en física a la Universitat Complutense de Madrid. De 1972 a 1976 va treballar a l'Institut Max Planck de Múnic i de 1980 a 1981 als laboratoris de Hewlett-Packard a Palo Alto (Califòrnia). Els seus camps d'investigació s'han centrat en la física en estat sòlid i nanotecnologia, i ha estat pioner a Espanya en el desenvolupament d'epitàxia de feixos moleculars (MBE). Entre 1988 i 1992 ha estat coordinador de l'àrea de Física i Tecnologies Físiques del CSIC i de 1995 a 2005 director del seu Institut de Microelectrònica de Madrid (IMM). Alhora ha estat investigador als laboratoris de NTT a Tòquio el 1988, a la Universitat de Colorado a Boulder el 1995 i al laboratori de Samsung a Seül el 1996.
Ha treballat en diversos processos de fabricació de semiconductors i en dispositius optoelectrònics, sensors de gasos, tecnologia fotovoltaica, nanoestructures magnètiques, transductors magneto-òptics i biosensors. En 2002 fou escollit acadèmic de la Reial Acadèmia de Ciències Exactes, Físiques i Naturals, on ingressà el 2006 amb el discurs Nanociencias, entre la física y la biología. En 2005 va rebre el Premi Rei Jaume I de Noves Tecnologies i va ser nomenat vocal de l'Alt Consell Consultiu en R+D+i de la Presidència de la Generalitat Valenciana. En 2006 fou vocal del Comitè Assessor d'Infraestructures Singulars de la Comissió Interministerial de Ciència i Tecnologia, en 2007 vocal del Comitè avaluador del Programa de Recerca en Energies Renovables del Govern Alemany i en 2009 President del Review Panell for Nanoscience and Nanotechnology del Consell de Recerca Suec. Des de 2014, és Doctor Vinculat ad honorem de l'IMM-CSIC.